# 锡当
锡当（發音：[sɪʔ táʊ̯ɰ̃]）是缅甸西部的一个小镇。位于欽敦江右岸。 1887年建成了上缅甸至印度曼尼普尔的公路。